# طائفة سبتة
طائفة سبتة , كانت إحدى دول الطوائف التي تشكلت بعد انهيار خلافة قرطبة في أوائل القرن الحادي عشر. مدن سبتة وطنجة كانت جزءًا من سلالة الحمود في مالقة منذ عام 1026. منذ عام 1036 (427 هـ ) خضعت المنطقة لحكم الحموديين من قبل قبيلة برغواطة ، وهي قبيلة بربرية ذات ديانة غير إسلامية. قبل فترة وجيزة من عام 1061 (453 هـ )، استولت بورغواطة، بقيادة ساكوت الأمي (المعروف أيضًا باسم صاواڭات البرغواطي) على السلطة من الحموديين. تمكنوا من حشد جيش كبير قوامه 12000 فارس والانتصار على الحموديين، لكنهم هزموا على يد القوة الصاعدة المرابطين في عامي 1078-1079. 

## ملحوظات
-1-François Clément, Pouvoir et légitimité en Espagne musulmane à l'époque des taifas (Ve–XIe) (L'Harmattan, 1997), 236.
2-David Nicolle, El Cid and the Reconquista, 1050–1492 (Oxford: Osprey, 1988), 12–14.
3-Clément, Pouvoir et légitimité, 100.
4-Clifford Edmund Bosworth, The New Islamic Dynasties (New York: Columbia University, 1996), 14–16.
5-Bernard F. Reilly, The Medieval Spains (Cambridge University, 1993), 103.